# Bison (Kansas)
Bison – miasto w Stanach Zjednoczonych, w stanie Kansas, w hrabstwie Rush.